# Grevillea decurrens
Grevillea decurrens là một loài thực vật có hoa trong họ Quắn hoa. Loài này được Ewart miêu tả khoa học đầu tiên năm 1917.